# Милан Мишковић
Милан Мишковић (Премантура, код Пуле, 8. јануар 1918 — Иванић-Град, 8. септембар 1978) био је учесник Народноослободилачке борбе и друштвено-политички радник СФР Југославије и СР Хрватске. Од 1953. до 1963. године налазио се на месту Републичког секретара за унутрашње послове Народне Републике Хрватске. У периоду од 1965. до 1967. године обављао је дужност Савезног секретара за унутрашње послове СФРЈ.

## Биографија
Рођен је 8. јануара 1918. године у селу Премантура, код Пуле. Године 1921. због надошлог фашизма, са породицом се сели најпре у Загреб, у прихватилиште за избеглице из Истре, а потом 1922. у Славонски Брод.
Гимназију је завршио у Славонском Броду, где се придружио омладинском револуционарном и радничком покрету. Као гимназијалац, примљен је у Савез комунистичке омладине Југославије (СКОЈ). У чланство Комунистичке партије Југославије (КПЈ) примљен је 1940. године. Због своје револуционарне комунистичке делатности више пута је хапшен. До почетка рата, завршио је два семестра на Техничком факултету у Загребу.
Учесник Народноослободилачке борбе је од 1941. године. Учествовао је у организовању устанка у Славонији, потом долази на место секретара Месног комитета Комунистичке партије Хрватске у Славонском Броду, а крајем 1943. године илегални револуционарно-партијски рад наставља у Загребу, на позицији инструктора Централног комитета КПХ.

### Послератни период
Након ослобођења Југославије, 1945. године, наставља свој рад у органима унутрашњих послова. У време кризе Информбироа, бива упућен на рад у Скопље, где је од 1948. до 1953. обављао дужност министра унутрашњих послова Народне Републике Македоније. Након тога, десет година се налазио на позицији Државног секретара за унутрашње послове Народне Републике Хрватске, од 1953. до 1963. године, и члана Извршног већа Народног сабора НР Хрватске. Савезни руководилац постаје 12. марта 1965, када замењује Војина Лукића на функцији Савезног секретара за унутрашње послове Социјалистичке Федеративне Републике Југославије, на којој се налазио до 18. маја 1967. године.
Након Хрватског прољећа, Мишковић постаје члан Председништва СФРЈ, где као представник СР Хрватске замењује смењеног Мика Трипала, и на том месту остаје до краја мандата, 17. маја 1974. године.
Био је члан Централног комитета Савеза комуниста Хрватске. Био је и члан ЦК КП Македоније, Главног одбора ССРН Хрватске, Председништва СУБНОР-а, као и члан Председништва ЦК СК Хрватске, од 1974. до 1978. године. У време смрти налазио се на функцији члана Председништва СР Хрватске и председника Комисије ЦК СК Хрватске за друштвено-економске односе.
Погинуо је 8. септембра 1978. године у саобраћајној незгоди на деоници ауто-пута Братство и јединство, код Иванић-Града. Са њим у колима, налазили су се Фрањо Сертић (1918—1978), који је погинуо и Ивица Рачан (будући хрватски премијер), који је задобио тешке повреде. Сахрањен је на гробљу Мирошевац у Загребу.
Носилац је Партизанске споменице 1941. и других југословенских одликовања, међу којима су — Орден југословенске заставе са лентом, Орден братства и јединства са златним венцем, Орден заслуга за народ са сребрним зрацима, Орден партизанске звезде са пушкама и др.
Његов млађи брат, Иван Мишковић (* 1920), био је генерал-пуковник ЈНА и начелник Управе безбедности ЈНА.